# Anna Zjerebjatjeva
Anna Valerjevna Zjerebjatjeva (ryska: Анна Валерьевна Жеребятева), född 24 februari 1997, är en rysk längdskidåkare som debuterade i världscupen den 24 november 2017 i Ruka i Finland. Hon tog sin första pallplats i världscupen när hon ingick i det ryska lag som kom tvåa i damernas stafett i Beitostølen i Norge, den 9 december 2018.
Zjerebjatjeva vann guld på 15 km klassisk stil vid Juniorvärldsmästerskapen i nordisk skidsport 2019.